# Проблем успаване лепотице
Проблем успаване лепотице је енигма у теорији вероватноће и формалне епистемологије у којој се рационално епистемичко средство буди једном или два пута у складу са бацањем новчића, и проверава се њен степен веровања за новчић.
Проблем је првобио формулисан у необјављеном делу Арнолда Зубофа (ово дело је после објављено као Логика искуства), праћена новинама Адама Елге, базирала се на ранијим проблемима несавршених опозива и старијих парадокса расејаних управљача. Име успавана лепотица за проблем први пут је коришћено у екстензивној дискусији у тематској групи на Usenetu 1999.

## Проблем
Волонтери успаване лепотице пролазе следећи експеримент и прате све следеће податке: У недељу она ће бити стављена на спавање. Једном или два пута, током експеримента, лепотица ће се пробудити, биће испитана, и враћена на спавање са леком који изазива амнезију који чини да заборави да је буђена. Фер новчић ће бити избачен да се утврди који експериментални поступак предузети: ако се појави глава, лепотица ће се пробудити и биче испитана само у понедељак. Ако се на новчићу појави писмо, она ће се пробудити и биће испитана у понедељак и уторак. У сваком случају, она ће се пробудити у среду без разговора и експеримент се завршава.
Сваки пут када је успавана лепотица пробуђена и интервјуисана, питана је „Које је твоје мишљење о тврдњи да је новчић сада пао на главу?”

## Решења
Овај проблем наставља да производи дебату.  

### Трећи став
Трећи став тврди да је вероватноћа да је глава 1/3. Адам Елга говорио је за ову позицију првобитно на следећи начин: претпоставимо да је успаваној лепотици речено и она долази и у потпуности верује да је новчић пао на писмо. По веома ограниченом принципу равнодушности, њено веровање у понедељак треба да буде исто као и у уторак, јер је субјективно разликовање једног од другог. Другим речима, П(понедељак | писмо) =  П(уторак | писмо), и на тај начин
П(писмо и уторак) = П(писмо и понедељак).
Размотримо сада ситуацију када је успаваној лепотици речено након буђења и долази у потпуности убеђена да је понедељак. Она зна експериментални поступак који не захтева да новчић заиста буде избачен све до уторка, јер резултат утиче само на оно што се дешава после разговора у понедељак. Објективна шанса да падне глава једнака је шанси да падне писмо, стога треба сматрати да П(писмо | Понедељак) = П(глава | понедељак), и на тај начин
П (писмо и уторак) = П (писмо и понедељак) = П (глава и понедељак).
Ова три исхода су исцрпни и ексклузивни за једно суђење, вероватноћа је сваки једна трећина од претходна два корака у расправу.
Други аргумент је заснован на дугорочним просечним резултатима. Претпоставимо да је овај експеримент поновљен 1.000 пута. Очекује се да ће пасти  500 глава и 500 писама. Тако би се лепотица пробудила 500 пута након глава у понедељак, 500 пута после писама у понедељак, а 500 пута након писама у уторак. Другим речима, само у једној трећини случајева ће њеном буђењу претходити главе. Овом дугорочном очекивању треба дати иста очекивања за једно суђење, па је П(главе) = 1/3.
Ник Бостром тврди да под трећом позицијом се подразумева лична индикација претпостављања.

### Халфер став
Дејвид Луис је одговорио на Елга новине са ставом да веровање успаване лепотице да новчић баш падне на главу треба да буде 1/2. Успавана лепотица прима нове не-само-лоциране информације током експеримента, јер су њој речени детаљи експеримента. Пошто је њено веровање пре експеримента  П (главе) = 1/2, она треба да настави да верује П (главе) = 1/2 будући да не добија никакве нове релевантне доказе када се пробуди током експеримента. Ово се директно супротставља једној од трећих премиса, пошто то значи П (писмо | Понедељак) = 1/3 и П (главе | понедељак) = 2/3.
Ник Бостром тврди да успавана лепотица има нове доказе о њеној будућности од недеље: "да је сада у њој", али не зна да ли је понедељак или уторак, тако да халфер аргументи нису коректни. Она добија информацију да није уторак и глава се окренула.

### Двоструки Халфер став
Двоструки Халфер став тврди да су П (главе) и П (главе | Понедељак) једнаки 1/2. Mikal Cozic, тврди да контекстно осетљиви предлози попут "понедељак је" су генерално проблем за кондиционализацију и предлаже употребу правила снимања, који подржава двоструки Халфер став.

## Варијације
Дани у недељи су ирелевантни, али су укључени зато што се користе у неким излагањима. Нефантастична варијација под називом дете морнара уведена је од стране Радфорда Нила. Проблем је понекад у дискусијама у космологији у виду аналогних питања о броју посматрача у разним космолошким моделима. 
Проблем не мора да подразумева измишљену ситуацију. На пример, рачунари могу бити програмирани да делују као успавана лепотица и да не знају када су покренути; размотрити програм који ради два пута, након што је писмо окренуто и након што је једном глава окренута.

### Екстремна успавана лепотица
Ово се разликује од оригинала у којем постоји милион и једно буђење ако се појави писмо. Ово је формулисао Ник Бостром.